# Ефект метелика 2
«Ефект метелика 2» (англ. The Butterfly Effect 2) — американський фантастичний психологічний трилер 2006 року режисера Джона Р. Леонетті. Головні ролі виконували: Ерік Лайвлі, Еріка Дюранс, Дастін Мілліган та Джина Голден. Другий фільм франшизи «Ефект метелика», ідейно пов'язаний із фільмом 2004 року, був випущений відразу на DVD 10 жовтня 2006 року. Попередник фільму «Ефект метелика 3: Одкровення».

## Сюжет
Джулі (Еріка Дюранс) і її бойфренд Нік (Ерік Лайвлі) святкують 24-річчя Джулі з друзями Тревором (Дастін Мілліган) і Амандою (Джина Голден). Джулі та Нік починають обговорювати своє майбутнє, коли Ніка терміново викликають на роботу. Він повинен їхати на зустріч, тому що проти просування товариша по службі Дейва (Девід Льюїс). Четверо друзів їдуть назад в місто, стається аварія з напіввантажівкою. З чотирьох друзів Нік єдиний, хто вижив. Пізніше, проглядаючи фотографії себе і Джулі, він помічає, як все в кімнаті починає здригатися і трястися, люди ж на фотографії рухаються.
Один рік потому, у Нік починається головний біль і кровотеча з носа на роботі, під час представлення важливої комерційної угоди для інвесторів. В результаті він отримує тиждень відпустки. Повернувшись додому, Нік дивиться на фотографії з дня народження Джулії й переноситься безпосередньо в момент перед ДТП. Проте цього разу він знає, як уникнути нещасного випадку, і прокидається в новій часовій лінії, де Джулі щасливо живе з ним. Однак, в цій реальності, життя Ніка зруйноване, коли він звільнений за підтримку свого друга і тепер колеги по роботі Тревора.
Пізніше Нік бачить різдвяну фотографію, його друзів і колег по роботі, і розуміє, що це було точкою, в якій зроблено вирішальний крок щодо просування Дейва по кар'єрній драбині. Нік вирішує спробувати змінити це на свою користь, так що він концентрується на фото для того, щоб викликати ще одне дежавю і опиняється на вечірці.
У новій реальності Нік — віцепрезидент компанії, але він і Джулі не разом, чоловік живе життям холостяка. Крім того, Тревор і Нік в кінцевому підсумку на темному боці інтриг інвестора, компанія ж банкрут. Нік розуміє слова матері, яка розповідає йому, що він не може «контролювати все». Вона каже, що його батько теж намагався контролювати речі та, зрештою, покінчив життя самогубством.
Нік переносить себе на сцену з самого початку фільму, сподіваючись, нарешті виправити все. Вона зізнається у вагітності, побоюючись аналогічної аварії, як в оригіналі, Нік прискорюється після неї та стикається сам з зустрічним автомобілем. Він воліє зберегти Джулі, а не себе, і з'їжджає зі скелі.
Один рік потому. Джулі живе в Нью-Йорку зі своїм сином, Ніком молодшим. Хлопчик має ті ж здібності, що і його батько, його оточення стає нестабільним, коли той дивиться на фотографії своїх батьків і їхніх друзів.

## Ролі
- Ерік Лайвлі — Нік Ларсон
- Еріка Дюранс — Джулі Міллер
- Дастін Мілліган — Тревор Істмен
- Джина Голден — Аманда
- Девід Люіс — Дейв Брістол
- Ендрю Ерлі — Рон Каллахан
- Сьюзен Гоґан — Кетрін Ларсон
- Дж. Р. Борн — Малькольм Вільямс
- Ліндсей Максвелл — Грейс Каллахан

## Музика
У фільмі використано багато пісень з творчості гурту Exit The Ordinary: «The Place You Are», «Fly Away», «Grey Lines», «Here I Am», «Here In These Arms», «Letting Go», "Need To Know ", « Reflections „і“ This Life». Крім того, були використані пісні «Orange Sunsets» і «Scarface» (з репертуару Genuine Childs); «Do You Feel The Cold» (з репертуару Tourist); «Turn Time Around» (N. Lannon) і «2 Da Groove» (Dave Seaman).
Під час любовної сцени між Ніком і Джулі звучить фрагмент теми з першої частини під назвою «Kayleigh's Funeral», написаної композитором Майком Сьюбі, який також написав музику і до сиквелу. Композиція доступна на альбомі-саундтреку до першої частини.

## Цікаві факти
- Режисер цього фільму — молодший брат Метью Ф. Леонетті, оператора-постановника попередньої частини[джерело?].